# Deinotherium
Deinotherium (en griego "bestia terrible", de δεινός-terrible y θηρίον-bestia) es un género extinto de mamíferos proboscídeos de la familia Deinotheriidae, conocidos popularmente como dinoterios. Era un protoelefante que apareció en el Mioceno Medio y continuó hasta el Pleistoceno Inferior. Durante ese tiempo cambió muy poco.
En vida se asemejó probablemente a los elefantes modernos, salvo que su trompa  probablemente no fue igual de larga, y tenía colmillos curvados hacia abajo en la mandíbula inferior.
Este animal ha sido el segundo mamífero terrestre más grande, solamente superado por el Paraceratherium, también conocido como Indricotherium. Un macho grande llegaba a medir entre 4 y 4,5 m de alto a la altura de los hombros. El peso de los machos más grandes oscilaba entre 12 y 14 toneladas.
Los fósiles de Deinotherium se han encontrado en varios de los sitios africanos en donde se han encontrado restos de los parientes homínidos prehistóricos de los seres humanos.

## Distribución
Deinotherium cubría un rango amplio,llegando a partes de Asia, África, y Europa .  Un diente de deinoterio encontrado en la isla de Creta, en sedimientos marinos de escsa profundidad del Mioceno sugieren que la isla estuvo más cerca o conectada al continente durante la Crisis salina del Messiniense. En The First Fossil Hunters: Paleontology In Greek and Roman Times  Adrienne Mayor sugirió que los restos fósiles de deinoterios encontrados en Grecia ayudaron a la hora de crear mitos de gigantes bestias arcaicas.

## Relaciones evolutivas
Deinotherium se originó a partir del más pequeño Prodeinotherium del Mioceno. Estos representan una línea totalmente distinta de la de otros elefantes, línea que divergió probablemente muy temprano en la historia del grupo. Además de los dinoterios había Gonfoterios (algunos de los cuales tenían dientes delanteros en forma de pala), y los mastodontes. Solamente los elefantes sobreviven actualmente.

## Paleoecología y uso de los colmillos

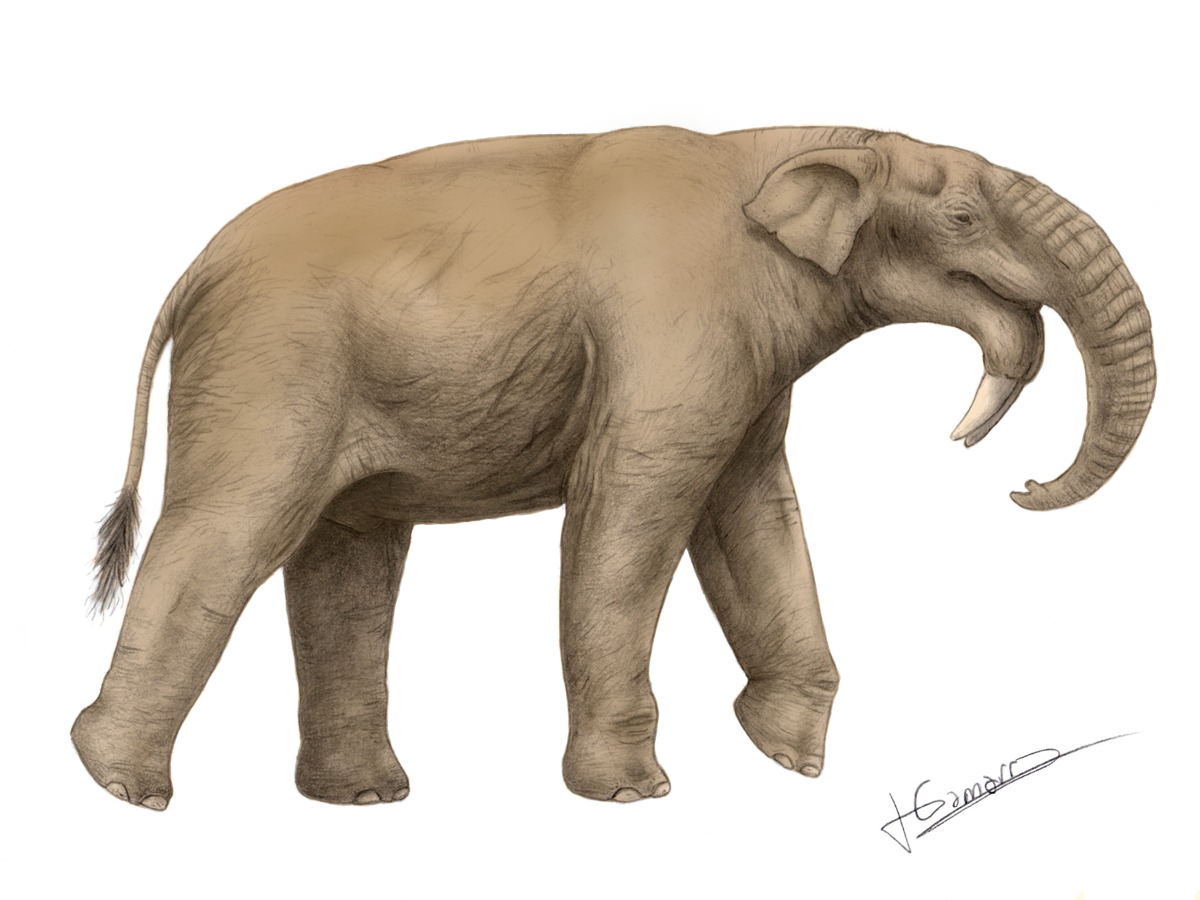
Reconstrucción de Deinotherium bozasi.

La manera que Deinotherium utilizó sus colmillos se ha discutido mucho. Pudo haber arrancado con ellos raíces y tubérculos del suelo, tirar hacia abajo las ramas para alcanzar las hojas, o pelar la corteza blanda de troncos de árboles. 
Dos conjuntos de dientes bilofodontos y trilofodontos. Muelas y premolar posterior tapiroides, dientes de corte vertical; otros premolares usados para machacar. El cráneo es corto, bajo, y aplanado en la tapa, en contraste con elefantes más avanzados, que tienen una frente más alta y más abovedada. El rostro es largo y la fosa nasal amplia, indicando un tronco grande. Las sínfisis de la mandíbula son muy largas y curvadas hacia abajo, que, con los colmillos curvados posteriores, es una característica que distingue al grupo. Deinotherium es distinguido de su precursor Prodeinotherium por el tamaño mucho mayor de las coronas dentales, y el reducido desarrollo de los segundos y terceros molares.
Fósiles de Deinotherium se han encontrado en yacimientos africanos donde convivían con homínidos prehistórico, parientes del humano moderno.. Especies de Deinotherium del Pleistoceno temprano pueden haber caído presa ante Homotherium.

## Galería

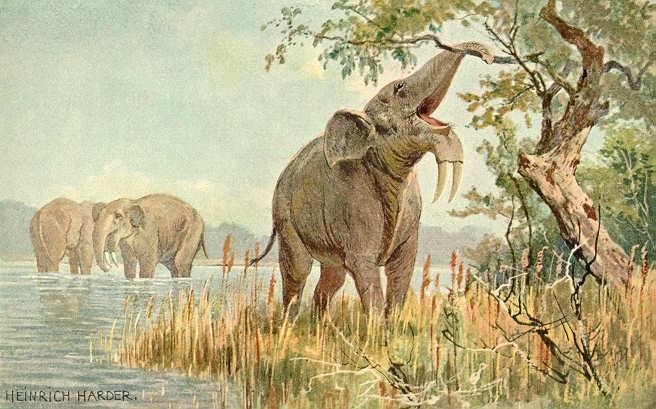
Dibujo de un Deinotherium, de Heinrich Harder
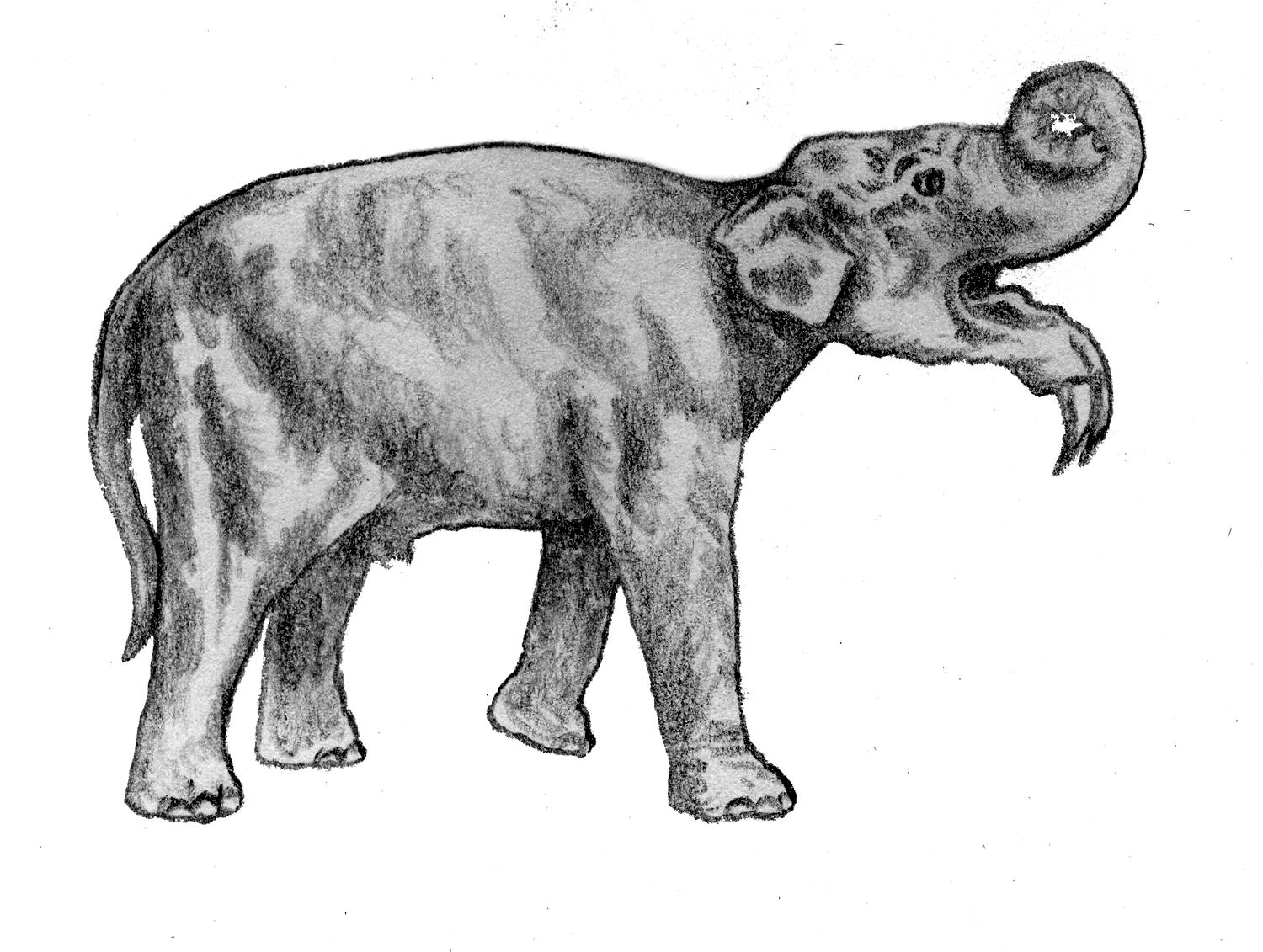
Dibujo de un Deinotherium
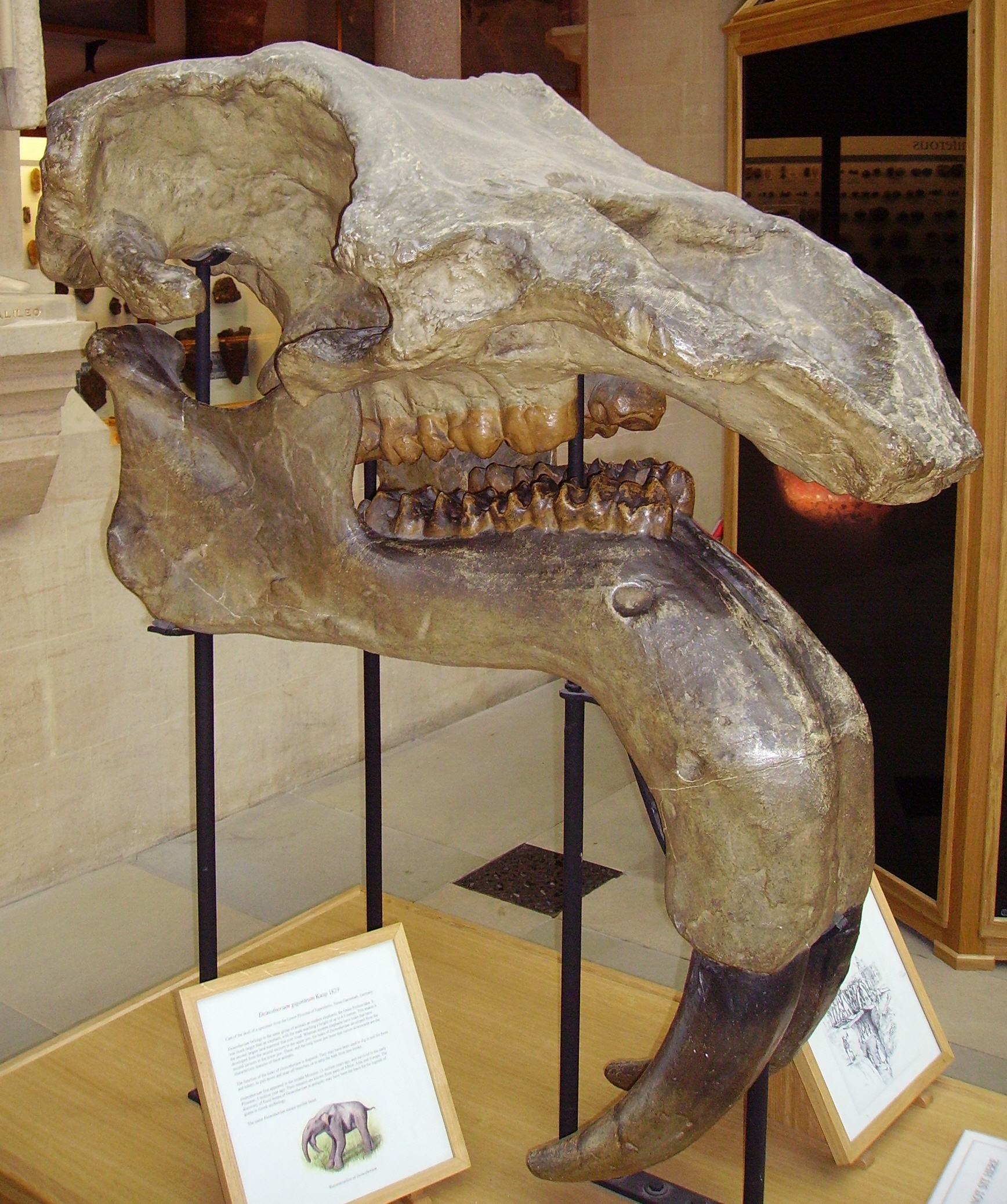
Cráneo de Deinotherium giganteum en el Museo de Historia Natural de Oxford
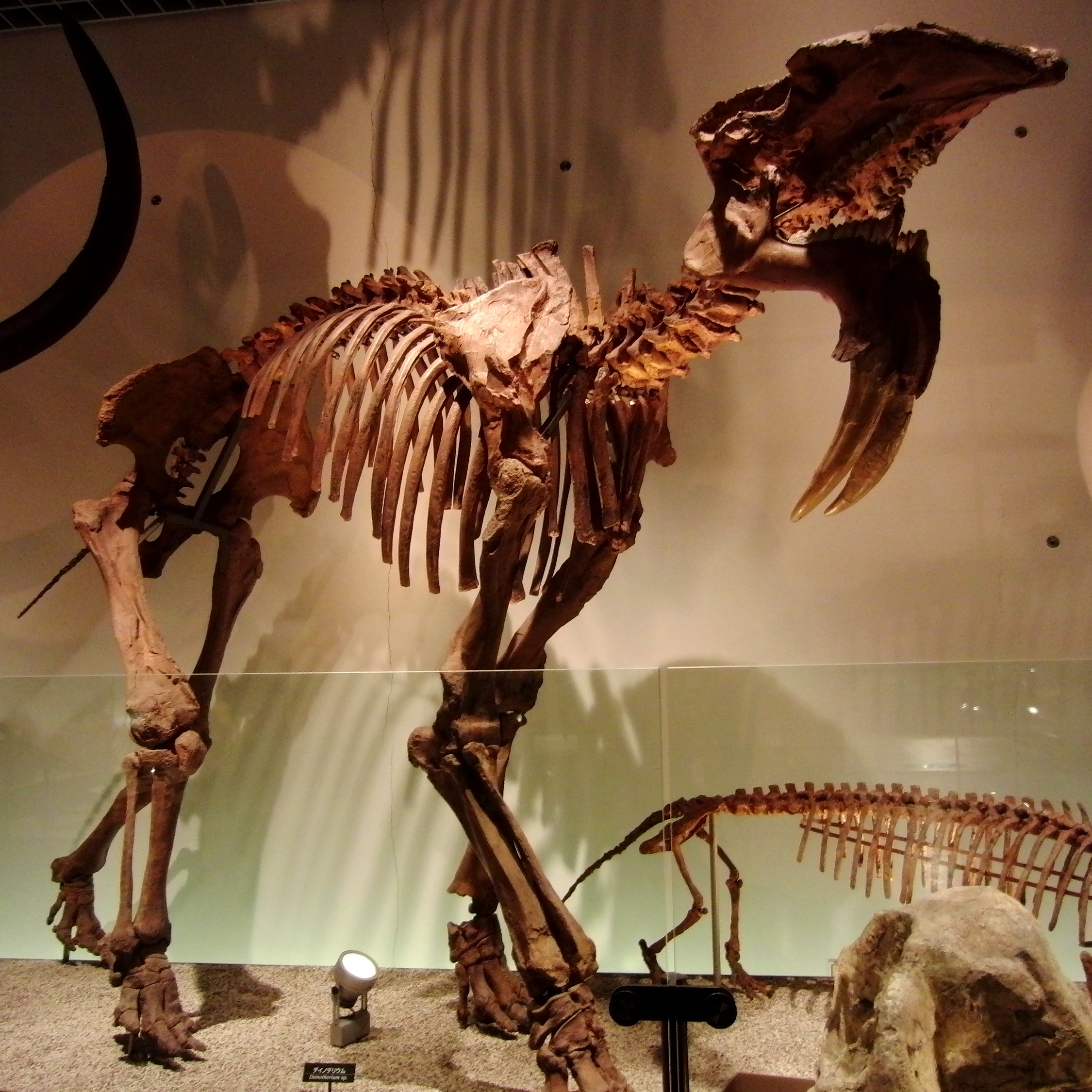
Esqueleto de Deinotherium.
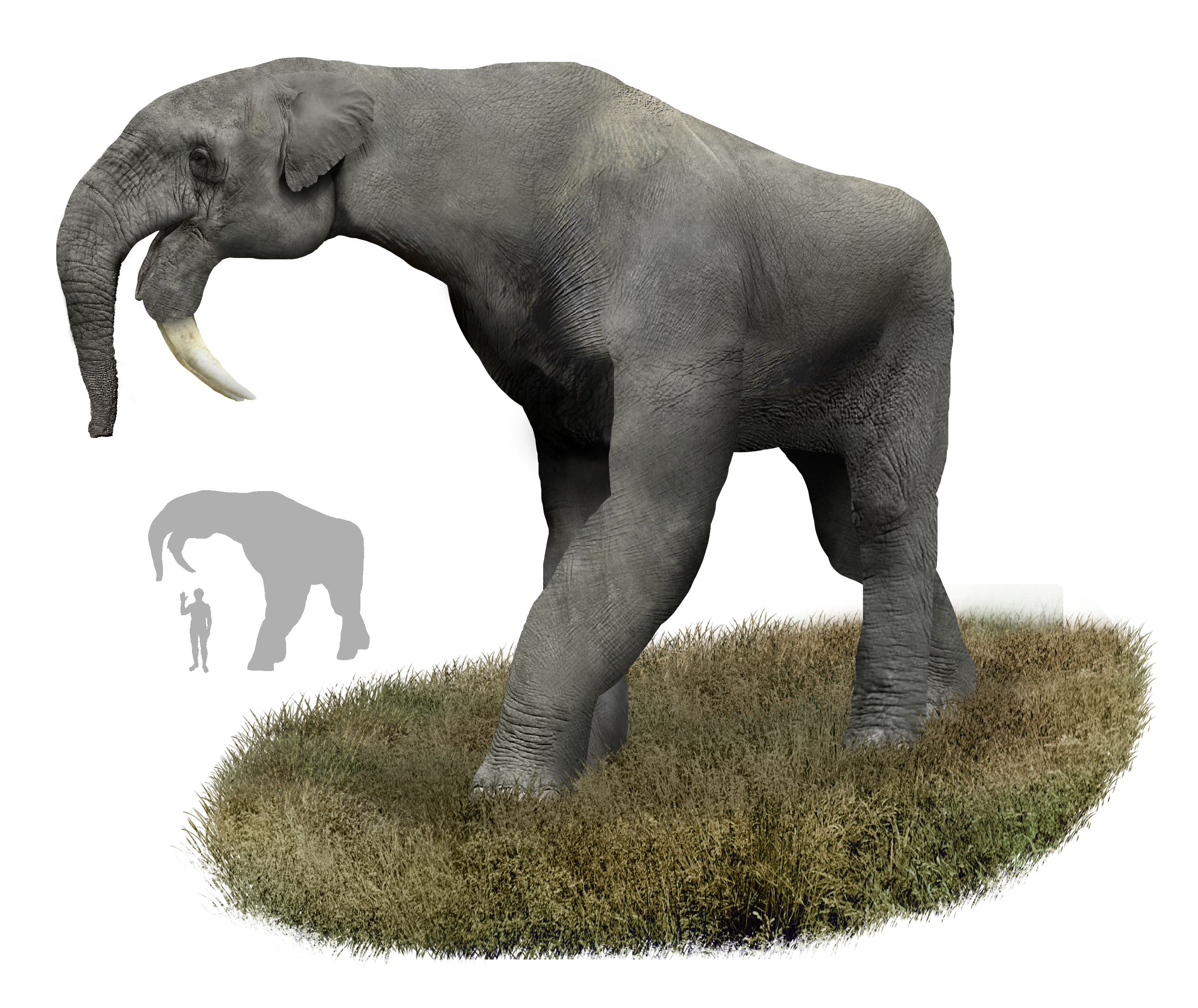
Impresión artística de un Deinotherium.